# Islas Nomoi
Islas Nomoi también conocidas como Islas Mortlock, son un grupo de tres grandes atolones en el estado de Chuuk, parte de los Estados Federados de Micronesia. Están situados a unos 250 km al sureste de Chuuk.
Satawan, el atolón del sur, es el más grande. Tanto Ettal, en el norte, y Lukunor en el noreste son mucho más pequeños.
El capitán James Mortlock descubrió los dos conjuntos de islas, el 19 y 27 de noviembre de 1795. Confusamente, ambos fueron llamados más tarde Islas Mortlock.